# Brisbane Lions
A Brisbane Lions (Brisbane Oroszlánok) egy profi ausztrálfutball-klub, amelynek székhelye Brisbane, Queensland. A klub az AFL-ben játszik. A klub 1996-ban alakult, amikor a Brisbane Bears és a Fitzroy Lions egyesült. A klub színei a gesztenyebarna, kék és arany. Négyszer játszottak az AFL nagydöntőjében, 2001-ben, 2002-ben és 2003-ban nyertek, 2004-ben vereséget szenvedtek. Otthonuk a The Gabba.

## Klubdal
| Angol eredeti | Magyar fordítás |
| --- | --------------- |
| We are the pride of Brisbane Town, We wear maroon, blue and gold. We will always fight for victory, Like Fitzroy and Bears of old. All for one and one for all, We'll answer to the call. We're the Lions, the Brisbane Lions, We'll kick the winning score You'll hear our mighty roar! |                 |